# Коэффициент ветвления (физика)
Коэффицие́нт ветвле́ния — относительная вероятность распада квантовомеханической системы (частицы, атомного ядра, возбуждённого состояния атома или молекулы и т. п.) по данному каналу распада. Если система может распадаться только по одному каналу, то коэффициент ветвления по определению равен единице (или 100%); если же распад может происходить по нескольким каналам, то коэффициент ветвления для каждого канала равен отношению среднего числа распадов по данному каналу к полному числу всех распадов по всем каналам. Коэффициент ветвления равен отношению парциальной константы распада по данному каналу к общей константе распада: ri = λi / λ. Например, радиоактивный калий-40 может испытывать радиоактивный распад по трём каналам: 
- бета-минус-распад (40K → 40Ca + e− + νe),
- электронный захват (40K + e− → 40Ar + νe),
- позитронный распад (40K → 40Ar + e+ + νe).

Первый канал распада характеризуется коэффициентом ветвления 89,28 ± 0,13 %. Для двух последних каналов (с образованием аргона-40) суммарный измеренный коэффициент ветвления равен 10,72 ± 0,13 %. Известно также, что коэффициент ветвления для третьего, самого редкого канала, равен 0,001 %. Таким образом, из 100 000 распадов калия-40 в среднем около 89 280 распадов происходят с испусканием электрона, около 10 720 распадов — с захватом орбитального электрона и лишь один распад — с вылетом позитрона.
Знание коэффициентов ветвления ri и общего периода полураспада T1/2 системы позволяет определить для конкретного канала распада парциальный период полураспада T(i)
1/2 (или парциальное время жизни τi = 1 / λi = T(i)
1/2/ ln2):
T(i)
1/2 = T1/2 / ri ,
τi = τ / ri ,
где τ = 1 / λ — общее время жизни системы при учёте распадов по всем каналам. Очевидно, что парциальный период полураспада всегда больше или равен общему периоду полураспада (поскольку коэффициент ветвления, как любая вероятность, является по определению числом от нуля до единицы). Так, период полураспада калия-40 равен 1,248 млрд лет; следовательно, парциальный период полураспада по β−-каналу равен T(β−)
1/2 = T1/2 / 0,8928 ≈ 1,398 млрд лет, а по каналу с образованием аргона-40 (сумма каналов с электронным захватом и позитронным распадом)  T(εe+)
1/2 = T1/2 / 0,1072 ≈ 11,64 млрд лет.